# Cosmin Olăroiu
Cosmin Olăroiu (10 juni 1969) is een Roemeens voetbalcoach en voormalig professioneel voetballer.

## Carrière
Olăroiu speelde tussen 1989 en 2000 voor Gloria Buzău, MECON Boekarest, Girueta Boekarest, Naţional Boekarest, Universitatea Craiova, Suwon Samsung Bluewings en JEF United Ichihara Chiba.
Hij werd in december 2014 aangesteld als bondscoach van het Saoedi-Arabisch voetbalelftal tot en met het Aziatisch kampioenschap voetbal 2015 in januari.

## Erelijst

### Speler
Suwon Samsung Bluewings
- Zuid-Koreaans landskampioen (2): 1998, 1999
- Koreaanse League Cup (2): 1999, 2000

### Trainer
Steaua Boekarest
- Roemeens landskampioen (1): 2006
- Roemeense supercup (1): 2006

 Al-Hilal
- Saoedi-Arabisch landskampioen (1): 2008
- Crown Prince Cup (2): 2008, 2009

 Al-Sadd
- Qatar Stars Cup (1): 2010

 Al-Ain
- VAE landskampioen (2): 2012, 2013
- VAE supercup (1): 2012

 Al-Ahli
- VAE landskampioen (2): 2014, 2016
- VAE supercup (1): 2013
- VAE League Cup (1): 2014
- AFC Champions League runner up: 2015

 Jiangsu Suning
- China Super League (1): 2020

 Sharjah FC
- Beker van de Verenigde Arabische Emiraten (2): 2022, 2023
- VAE supercup (1): 2022
- VAE League Cup (1): 2023
- AFC Cup (1): 2025